# Listopad 2012

## 6 listopada
- W Stanach Zjednoczonych odbyły się wybory: prezydenckie, uzupełniające do senatu oraz do izby reprezentantów, a także szereg referendów stanowych. Urzędujący prezydent Barack Obama został wybrany na drugą kadencję. (gazetaprawna.pl)

## 9 listopada
- Dyrektor Centralnej Agencji Wywiadowczej gen. David Petraeus ogłosił ustąpienie ze stanowiska. Jako powód decyzji podał pozamałżeński romans. (Gazeta.pl)
- Justin Welby został oficjalnie wybrany na urząd arcybiskupa Canterbury, który obejmie 21 marca 2013. (BBC.co.uk)

## 12 listopada
- Serb Novak Đoković zwyciężył w turnieju tenisowym Barclays ATP World Tour Finals, zamykającym sezon rozgrywek męskich w sezonie 2012. (Sportowe Fakty)

## 15 listopada
- Wybrano nowy skład Stałego Komitetu Biura Politycznego Komitetu Centralnego Komunistycznej Partii Chin. Xi Jinping został nowym Sekretarzem Generalnym KPCh oraz przewodniczącym Centralnej Komisji Wojskowej. Dalszymi członkami zostali kolejno: Li Keqiang, Zhang Dejiang, Yu Zhengsheng, Liu Yunshan, Wang Qishan oraz Zhang Gaoli. (PAP)

## 17 listopada
- Janusz Piechociński został wybrany nowym prezesem Polskiego Stronnictwa Ludowego, pokonując dotychczasowego prezesa, wicepremiera Waldemara Pawlaka. (Gazeta.pl)

## 23 listopada
- W wieku 81 lat zmarł Larry Hagman, amerykański aktor. (tvn24.pl)

## 25 listopada
- Niemiec Sebastian Vettel zwyciężył w rywalizacji kierowców Formuły 1 w sezonie 2012. (Sport.pl)

## 26 listopada
- W Titisee-Neustadt (Niemcy) wybuchł pożar w zakładzie pracy dla niepełnosprawnych, zatrudnionych przy obróbce drewna. Zginęło 14 osób, a 7 zostało rannych. (tvn24.pl)
- W wieku 67 lat zmarła Joanna Bogacka, polska aktorka filmowa i teatralna. (wp.pl)

## 27 listopada
- W Ramallah odbyła się ekshumacja zwłok Jasera Arafata, legendarnego przywódcy Palestyńczyków. (rp.pl)

## 29 listopada
- Palestyna otrzymała status państwa obserwatora ONZ (gazeta.pl)
- W wieku 92 lat zmarł Jacek Woźniakowski, historyk sztuki, eseista, wydawca, tłumacz literatury pięknej, współzałożyciel wydawnictwa Znak i redaktor naczelny wydawanego przezeń miesięcznika, prezydent Krakowa w latach 1990–1991 (Interia.pl)